# South Tyneside
South Tyneside ist ein  Metropolitan Borough im Metropolitan County Tyne and Wear in England. Der Borough grenzt an Newcastle upon Tyne und Gateshead im Westen, Sunderland im Süden und North Tyneside im Norden. Die natürlichen Grenzen sind im Osten die Nordsee und im Norden der Fluss Tyne. Verwaltungssitz ist die Stadt South Shields. Weitere bedeutende Orte im Bezirk sind Cleadon, Hebburn, Jarrow, The Boldons und Whitburn.

## Geschichte
Die Reorganisation der Grenzen und der Kompetenzen der lokalen Behörden führte 1974 zur Bildung des Metropolitan Borough. Fusioniert wurden dabei der County Borough South Shields, der Municipal Borough Jarrow sowie die Urban Districts Boldon und Hebburn. Diese Verwaltungseinheiten gehörten zuvor zur County Durham.
1986 wurde South Tyneside faktisch eine Unitary Authority, als die Zentralregierung die übergeordnete Verwaltung der Grafschaft auflöste. South Tyneside blieb für zeremonielle Zwecke Teil von Tyne and Wear, wie auch für einzelne übergeordnete Aufgaben wie Feuerwehr und öffentlicher Verkehr.

## Wirtschaft
Früher war South Tyneside vor allem für seine vielen Schiffswerften bekannt. Darüber hinaus gab es auch Kohlenminen und chemische Industrie. In der zweiten Hälfte des 20. Jahrhunderts schlossen die meisten Betriebe ähnlich wie im Ruhrgebiet. Deshalb herrschte Ende des 20. Jahrhunderts eine hohe Arbeitslosenquote im Borough. Seit einigen Jahren ist der Trend jedoch umgekehrt und es siedeln sich wieder Betriebe an, vor allem im Dienstleistungssektor.

## Politik

### Stadtrat
- Greens: 11
- Labour: 28
- LibDem: 0
- Unabh.: 15
- Sonst.: 0

## Verkehr
Der Motorway M1, der Motorway M19 und andere wichtigen Straßen verbinden South Tyneside mit dem Rest Großbritanniens. Die Tyne & Wear Metro verbindet den Borough mit dem Rest der Region Tyneside, Sunderland und sowohl dem Hauptbahnhof als auch dem internationalen Flughafen von Newcastle upon Tyne. Zwei Straßen und eine Fähre verbinden North und South Tyneside.

## Sonstiges
Die Menschen in South-Tyneside sprechen einen lokalen englischen Dialekt namens 'Geordie'.
Die bekanntesten Menschen aus South-Tyneside sind wohl der ehemalige Premierminister von Neuseeland Sir William Fox und der Filmregisseur Ridley Scott.
South-Tyneside ist Partnerstadt der französischen Städte Épinay-sur-Seine und Noisy-le-Sec und der deutschen Stadt Wuppertal. Mit der Stadt Wuppertal wurden erste Gespräche über eine Partnerschaft bereits 1950 geführt, ein erster Jugendaustausch fand 1951 statt. Heute reisen regelmäßig Jugendklubs von South Tyneside nach Wuppertal oder umgekehrt.